# Уляники (Луцький район)
Уля́ники — село в Україні, у Луцькому районі Волинської області.Населення становить 528 осіб.

## Історія
Історія села , як і перші згадки про нього пов'язані із родом малоземельної шляхти Гуляницькі.
До 1946 року село носило назву Гуляники, про це свідчать численні картографінчі джерела. Проте після приходу радянської влади змінило свою назву на Уляники, для того щоб деукраїнізувати назву, оскільки рід Гуляницьких був активним учасником національно-визвольної війни 1648–1658 рр. А Гуляницький Григорій козацьким старшиною.

### 16 ст.
1516 року чотирьом особам неясного ступеня спорідненості — Олешкові Івановичу, Мартинові Єромейковичу, Василеві Болоховичу та Янкові й Іванові Микитичам — підтвердили родову вислугу, село Гуляники (Уляники). У переписі литовсько-руського війська 1528 року «боярове гуляницкиє» (тобто із Гуляників) виступали ще як люди без прізвищ: по одному коню на перепис ставлять Ярмола, Яцько, Олешко Койлович, Захаріяш Янкович, Івашко та Прокіп (загалом 6 коней від Гуляників).
На вірність Короні у 1569 році на Луцькому уряді присягало 26 Гуляницьких. За поборовим реєстром 1577 року, чотирьом особам «з Гуляників» належало 11 підданих-городників; за реєстром 1583 року, семеро Гуляницьких володіли 16 городниками.

### 17 ст.
У першій половині 17 століття з роду Гуляницьких вийшло кілька луцьких підписків, які одночасно займалися адвокатурою. Широку адвокатську практику мав, наприклад, Тимофій Гуляницький, який 1619 року підписав разом з іншою волинською шляхтою листа на охорону Луцького братства. За тарифом подимного 1629 року, шестеро Гуляницьких платили податок із 7 димів, найімовірніше, з власних садиб-дворів.
Розширюючи свої володіння на схід, з Волині Гуляницькі прямували на Поділля, а пізніше на Київщину і Чернігівщину. У козацькому реєстрі 1649 року згадується 20 Гуляницьких, більшість з яких у Корсунському полку. Найвідомішим серед них став полковник корсунський, потім ніжинський Григорій Гуляницький.

## Пам'ятки археології
На території села відомі наступні пам'ятки археології:
- За 1,5 км на південний схід від села, на лівому березі притоки р. Серна — двошарове поселення тшинецько-комарівської культури доби бронзи і давньоруського часу Х-ХІІІ ст.
- На південно-східній околиці села, на лівому березі безіменного струмка — селище давньоруського часу Х-ХІІІ ст.
- На південно-західній околиці села, на лівому березі безіменного струмка — поселення тшинецько-комарівської культури доби бронзи.
- В західній частині села, на лівому березі безіменного струмка — селище давньоруського часу Х-ХІІІ ст.
- За 0,5 км на захід від села, на правому березі безіменного струмка — селище давньоруського часу Х-ХІІІ ст.

## Населення
Згідно з переписом УРСР 1989 року чисельність наявного населення села становила 609 осіб, з яких 281 чоловік та 328 жінок.
За переписом населення України 2001 року в селі мешкали 592 особи.

### Мова
Розподіл населення за рідною мовою за даними перепису 2001 року:
| Мова       | Відсоток |
| ---------- | -------- |
| українська | 99,50 %  |
| російська  | 0,34 %   |
| білоруська | 0,17 %   |